# Malonyl
Nach den IUPAC-Regeln steht der Name Malonyl für die Gruppierung -OC-CH2-CO-, ein zweiwertiger oder zweibindiger Rest.
Vermutlich wurde der Name erstmals für die chemische Verbindung Malonylharnstoff (= Barbitursäure) gebraucht, welche aus Malonsäurediethylester und Harnstoff synthetisiert wurde.
Der systematische Name wäre nach IUPAC-Regel C-403 Propandioyl.
In der Biochemie wird unter Malonyl der einbindige Rest HOOC-CH2-CO- verstanden. Er ist z. B. Bestandteil des Malonyl-Coenzym A. Systematisch würde er nach IUPAC-Regel C-451.1 mit dem Präfix 2-Carboxyethanoyl bezeichnet.